# Britain's Next Top Model (decima edizione)
La decima edizione di "Britain's Next Top Model" è andata in onda sul canale "Lifetime" dal 14 gennaio al 17 marzo 2016.

Oltre il nuovo canale di messa in onda, questa serie ha visto un completo rinnovamento anche nel cast: conduttrice e giudice principale, l'ex concorrente della seconda edizione del programma, Abigail Clancy. Ad affiancarla, il modello inglese Paul Sculfor, il fotografo Nicky Johnston e la direttrice di moda Hilary Alexander.

Invariato, rispetto alla precedente edizione, il processo di giudizio delle concorrenti: esse non venivano tutte valutate, ma era stilata subito la classifica di merito. Le tre ragazze considerate peggiori erano a rischio eliminazione ed erano loro ad essere giudicate, per poi giungere alla persona eliminata.

La prima puntata ha visto la presentazione di 15 semifinaliste, ridotte a fine episodio a 12.
La vincitrice di questa edizione è stata la ventiduenne Chloe Keenan di Birmingham; essendo originaria di Llandudno, Galles, Chloe può essere considerata la prima vincitrice gallese del programma.

I premi per la Keenan sono stati: un contratto con l'agenzia di moda "Models 1", un servizio fotografico con copertina per la rivista "Cosmopolitan", una campagna pubblicitaria per l'azienda "Head & Shoulders", una campagna pubblicitaria e una fornitura per un anno di cosmetici "Sleek", ed infine un viaggio interamente pagato alle Barbados.
Le destinazioni internazionali di questa edizione sono state le isole Zagabria, Croazia e Ochio Rios, Giamaica.

## Concorrenti
(L'età si riferisce al tempo della messa in onda del programma)
| Concorrente                | Età | Altezza | Provenienza             | Posizionamento            |
| -------------------------- | --- | ------- | ----------------------- | ------------------------- |
| Jasmine Hodge              | 18  | 178 cm  | Hampshire, Inghilterra  | Eliminata nell'episodio 2 |
| Amreen Akhtar              | 22  | 178 cm  | Yorkshire, Inghilterra  | Ritirata nell'episodio 3  |
| Alexandra "Alex" Needham   | 22  | 175 cm  | Sheffield, Inghilterra  | Eliminata nell'episodio 4 |
| Jenna McMahon              | 19  | 173 cm  | Liverpool, Inghilterra  | Eliminata nell'episodio 5 |
| Megan Brunell              | 21  | 175 cm  | Blackwood, Galles       | Eliminate nell'episodio 6 |
| Georgia Butler             | 19  | 175 cm  | Norwich, Inghilterra    | Eliminate nell'episodio 6 |
| Billie Tiffany Faye Downes | 21  | 178 cm  | Londra, Inghilterra     | Eliminata nell'episodio 7 |
| Alexandra "Lexi" Kelly     | 19  | 175 cm  | Walsall, Inghilterra    | Eliminata nell'episodio 8 |
| Bethan Sowerby             | 19  | 174 cm  | Oldham, Inghilterra     | Eliminata nell'episodio 9 |
| Jessica Workman            | 20  | 183 cm  | Chester, Inghilterra    | Seconde classificate      |
| Angel Cole                 | 19  | 175 cm  | Londra, Inghilterra     | Seconde classificate      |
| Chloe Keenan               | 22  | 180 cm  | Birmingham, Inghilterra | Vincitrice                |

### Ordine di chiamata
| Ordine | Episodi | Episodi | Episodi | Episodi | Episodi | Episodi | Episodi | Episodi | Episodi | Episodi |  |
| Ordine | 1       | 2       | 3       | 4       | 5       | 6       | 7       | 8       | 9       | 10      |  |
| ------ | ------- | ------- | ------- | ------- | ------- | ------- | ------- | ------- | ------- | ------- |  |
| 1      | Jenna   | Bethan  | Angel   | Georgia | Billie  | Angel   | Chloe   | Chloe   | Jessica | Chloe   |  |
| 2      | Angel   | Jessica | Megan   | Lexi    | Bethan  | Lexi    | Angel   | Angel   | Chloe   | Angel   |  |
| 3      | Jessica | Megan   | Chloe   | Angel   | Jessica | Jessica | Lexi    | Jessica | Angel   | Jessica |  |
| 4      | Chloe   | Jenna   | Bethan  | Jenna   | Angel   | Chloe   | Jessica | Bethan  | Bethan  |         |  |
| 5      | Bethan  | Lexi    | Jessica | Bethan  | Megan   | Billie  | Bethan  | Lexi    |         |         |  |
| 6      | Billie  | Angel   | Lexi    | Chloe   | Georgia | Bethan  | Billie  |         |         |         |  |
| 7      | Jasmine | Amreen  | Alex    | Billie  | Chloe   | Georgia |         |         |         |         |  |
| 8      | Georgia | Georgia | Billie  | Jessica | Lexi    | Megan   |         |         |         |         |  |
| 9      | Megan   | Chloe   | Georgia | Megan   | Jenna   |         |         |         |         |         |  |
| 10     | Lexi    | Alex    | Jenna   | Alex    |         |         |         |         |         |         |  |
| 11     | Alex    | Billie  | Amreen  |         |         |         |         |         |         |         |  |
| 12     | Amreen  | Jasmine |         |         |         |         |         |         |         |         |  |

- Nel primo episodio, l'ordine di chiamata per la scelta delle finaliste è casuale
- Nel terzo episodio, Amreen decide di abbandonare il programma, salvando automaticamente Georgia e Jenna dall'eliminazione
- Nell'episodio 6, Abigail annuncia una doppia eliminazione: Georgia e Megan vengono eliminate
- Dall'episodio 7, tutte le concorrenti vengono giudicate e sono a rischio eliminazione

     La concorrente è a rischio eliminazione
     La concorrente è stata eliminata
     La concorrente ha abbandonato il programma volontariamente
     La concorrente ha vinto la competizione

### Servizi
- Episodio 1: Scatti promozionali (casting)
- Episodio 2: Scatti in movimento in un percorso di guerra per "Reebok"
- Episodio 3: Alta moda in una discarica di auto
- Episodio 4: Primi piani in bianco e nero e pubblicità "Colgate"
- Episodio 5: Scatti al mercato di Dolac, Zagabria
- Episodio 6: Scatti con abiti "Graham and Brown"
- Episodio 7: Pubblicità "Head & Shoulders" e "QVC"
- Episodio 8: Nude nella giungla
- Episodio 9: Scatti per "Radox"
- Episodio 10: Vestiti da sposa

### Giudici
- Abigail Clancy
- Paul Sculfor
- Nicky Johnston
- Hilary Alexander